# Palácio Olímpio Campos
O Palácio Olímpio Campos é um palácio localizado em Aracaju, Sergipe. Inaugurado em 1863, o prédio foi a sede do governo do estado de Sergipe até 1995. Em 2010 foi transformado em um museu.
O imperador Dom Pedro II visitou o palácio, ainda em obras, em 10 de janeiro de 1860.
O Palácio - História
Quem conhece Sergipe certamente já ouviu falar da importância histórica, política e cultural do Palácio Olímpio Campos - um dos mais importantes patrimônios do estado. Idealizado na época do Brasil Império, inicialmente, pelo então Presidente de Sergipe, Dr. Salvador Correia de Sá, em 1856, o “Palácio Provincial” seria criado para funcionar como sede do Governo do Estado e residência do governador na capital sergipana, tendo em vista que a mesma já havia sido transferida de São Cristóvão para Aracaju. Este projeto, de autoria dos engenheiros Francisco Pereira da Silva e Sebastião Pirro, não foi aprovado naquela época e, posteriormente, em outras gestões, foram apresentadas novas propostas para a construção do Palácio, mas que também não obtiveram êxito.
Na presidência do Dr. Manuel da Cunha Galvão foi elaborado um novo projeto, também de autoria de Francisco Pereira da Silva, que foi, finalmente, aprovado pelo Governo Imperial. Este projeto sofreu alterações com a construção de um pavimento superior, tornando-se mais adequado às necessidades funcionais da sede do Governo Provincial. No pavimento térreo funcionariam as Secretarias de Governo e no pavimento superior, a sala de despachos e a residência do governador. Essas obras foram iniciadas em 1859 e concluídas em 1863, na presidência do Dr. Joaquim de Mendonça.
Somente em 12 de julho de 1954, através da Lei nº 575, no governo de Arnaldo Garcez, o casarão foi denominado “Palácio Olímpio Campos”, em homenagem ao jornalista, professor e sacerdote Monsenhor Olympio de Souza Campos, cuja personalidade política ganhou destaque em todo território nacional, especialmente como deputado federal, presidente do estado e senador, até meados de 1906 – ano do seu falecimento. Mais de cento e vinte anos após a sua inauguração, em 1985, o Palácio Olímpio Campos foi tombado, através do decreto nº 6.818 de 28 de janeiro, por ser um dos mais significativos monumentos da arquitetura oficial e importante referencial da história política e da cultura sergipanas.